# Lijst van personen uit Jeruzalem

Wapen van Jeruzalem

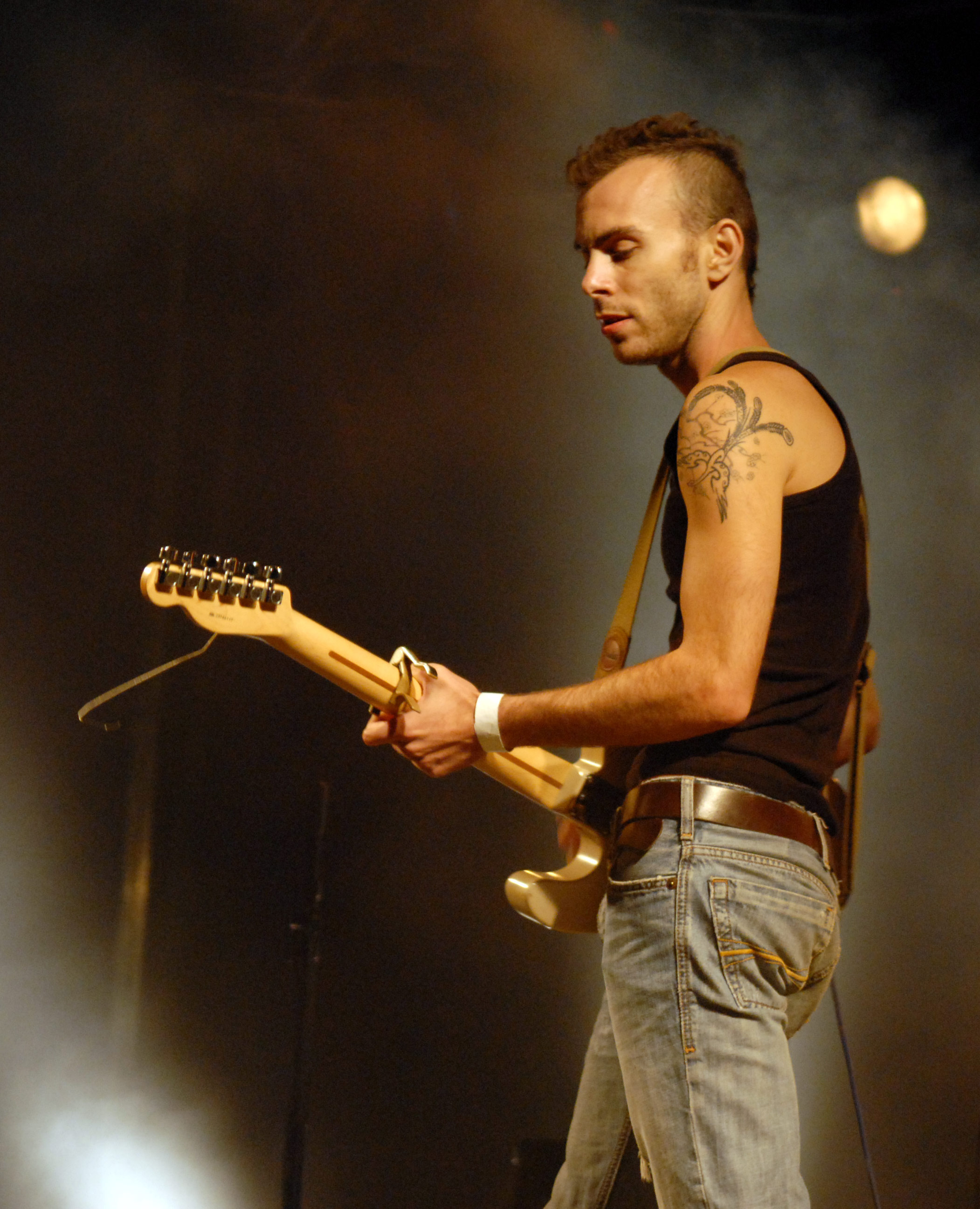
Singer-songwriter Asaf Avidan (180)

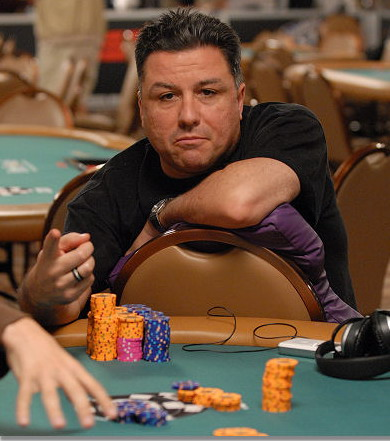
Pokerspeler Eli Elezra (1960)

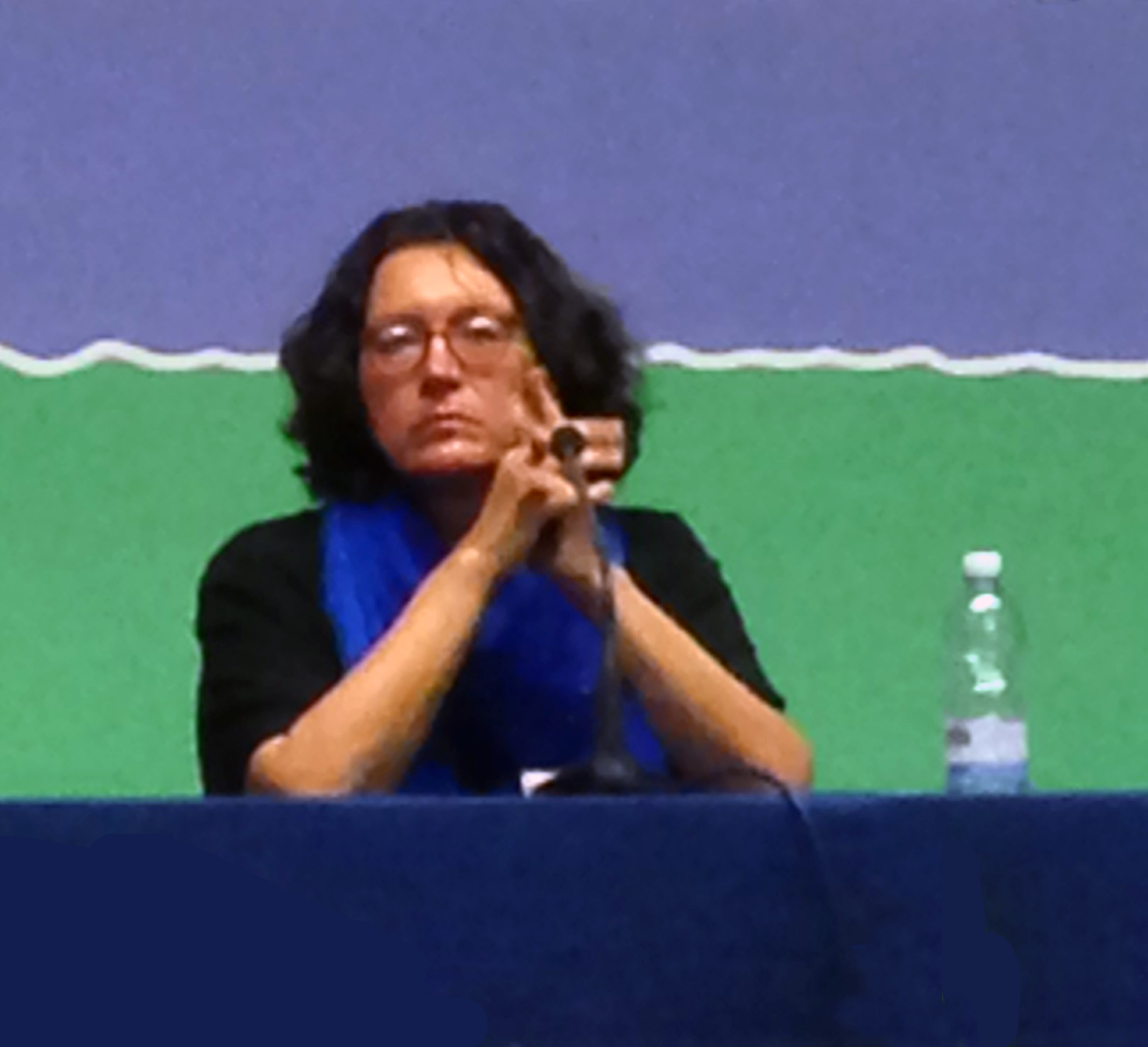
Journalist en schrijfster Amira Hass (1956)

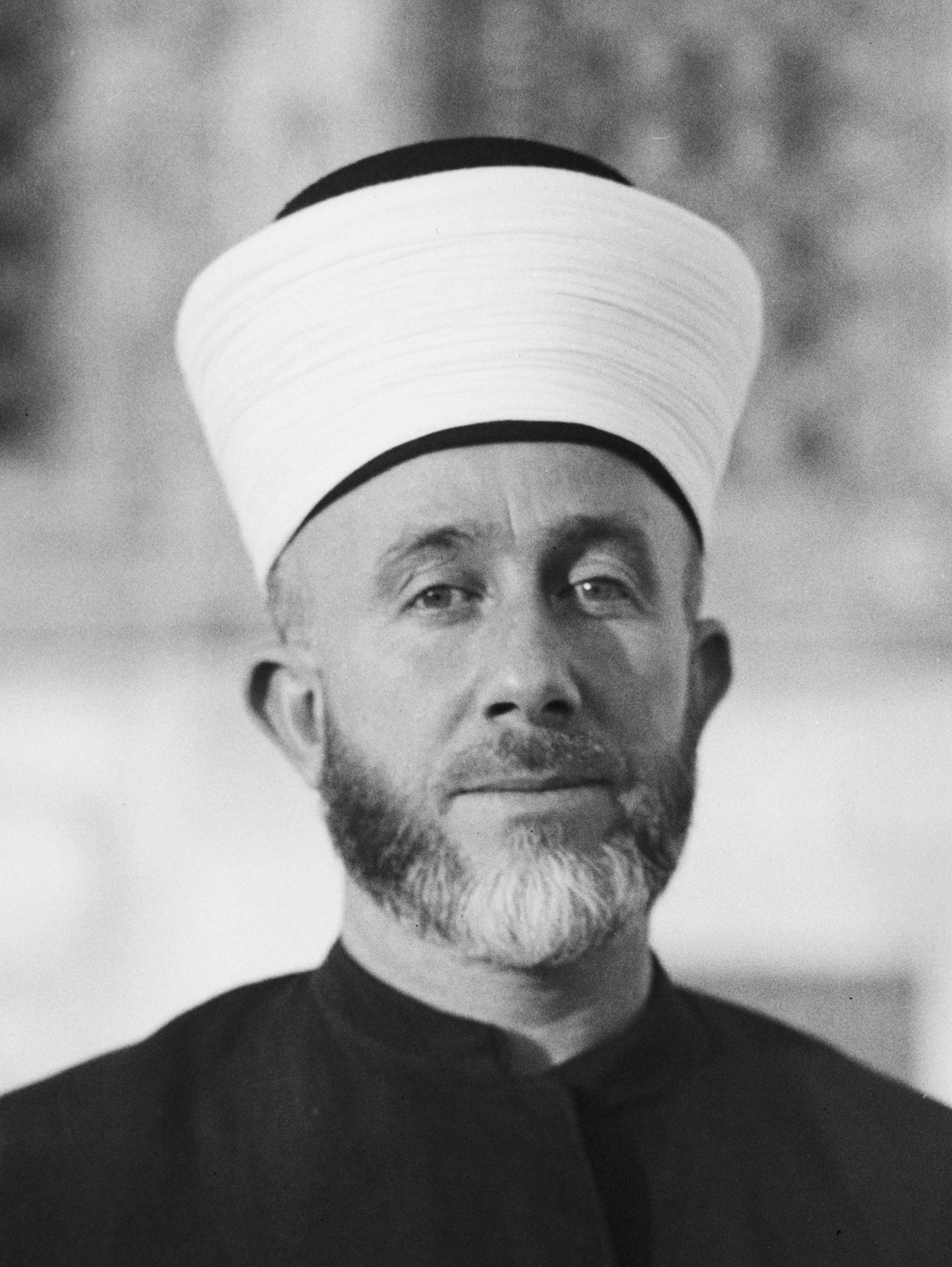
Palestijns leider Amin al-Hoesseini (1893-1974)

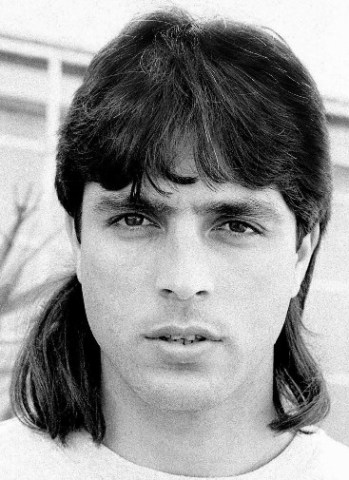
Voetballer en -trainer Eli Ohana (1964)

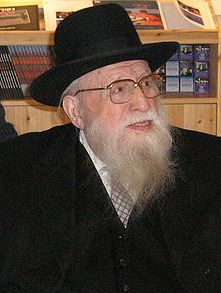
Rabbijn en politicus Menachem Porush (1955)

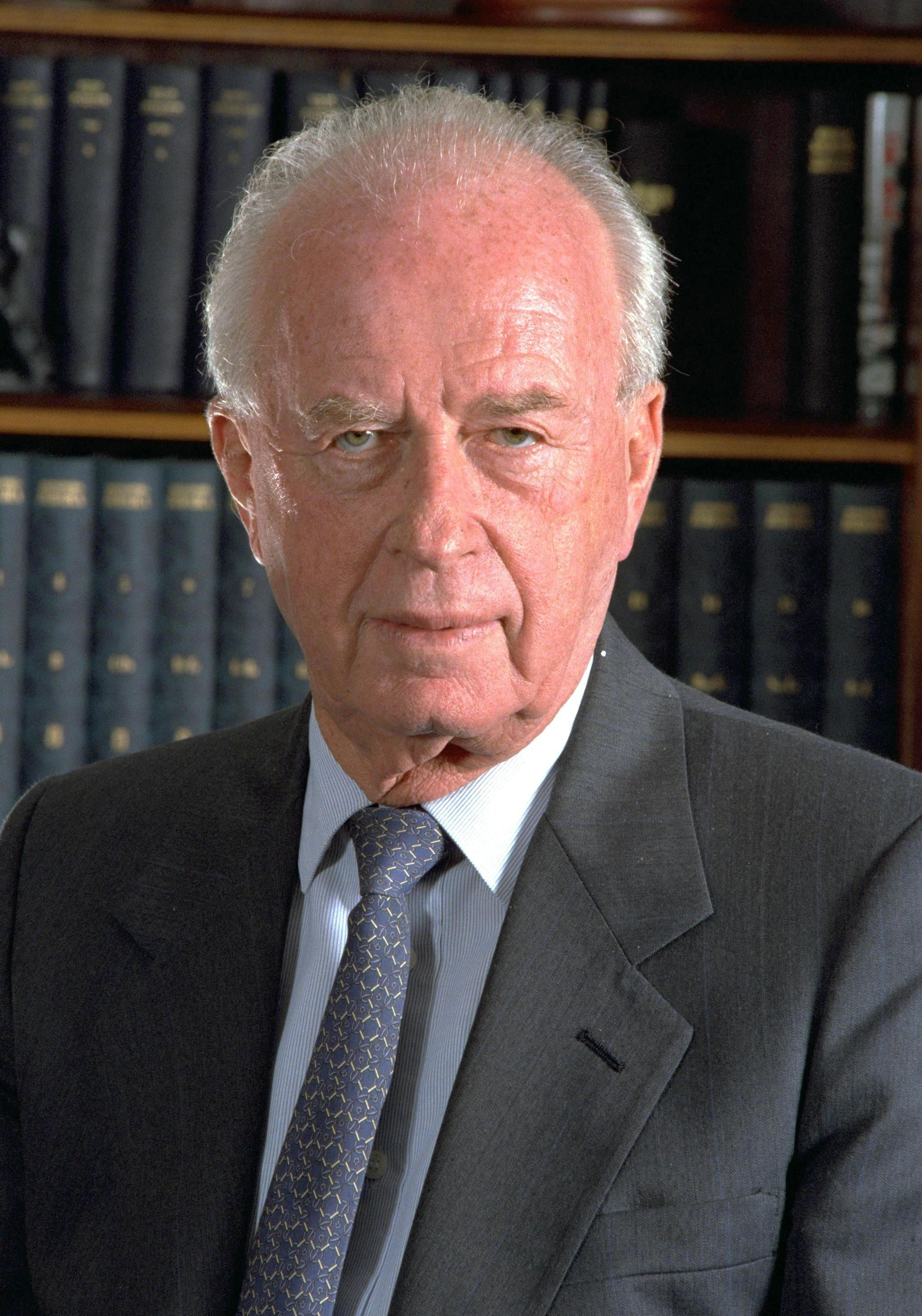
Generaal en politicus Yitzhak Rabin (1922-1995)

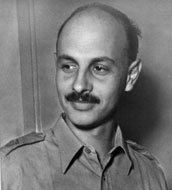
Generaal en archeoloog Yigael Yadin (1917-1984)

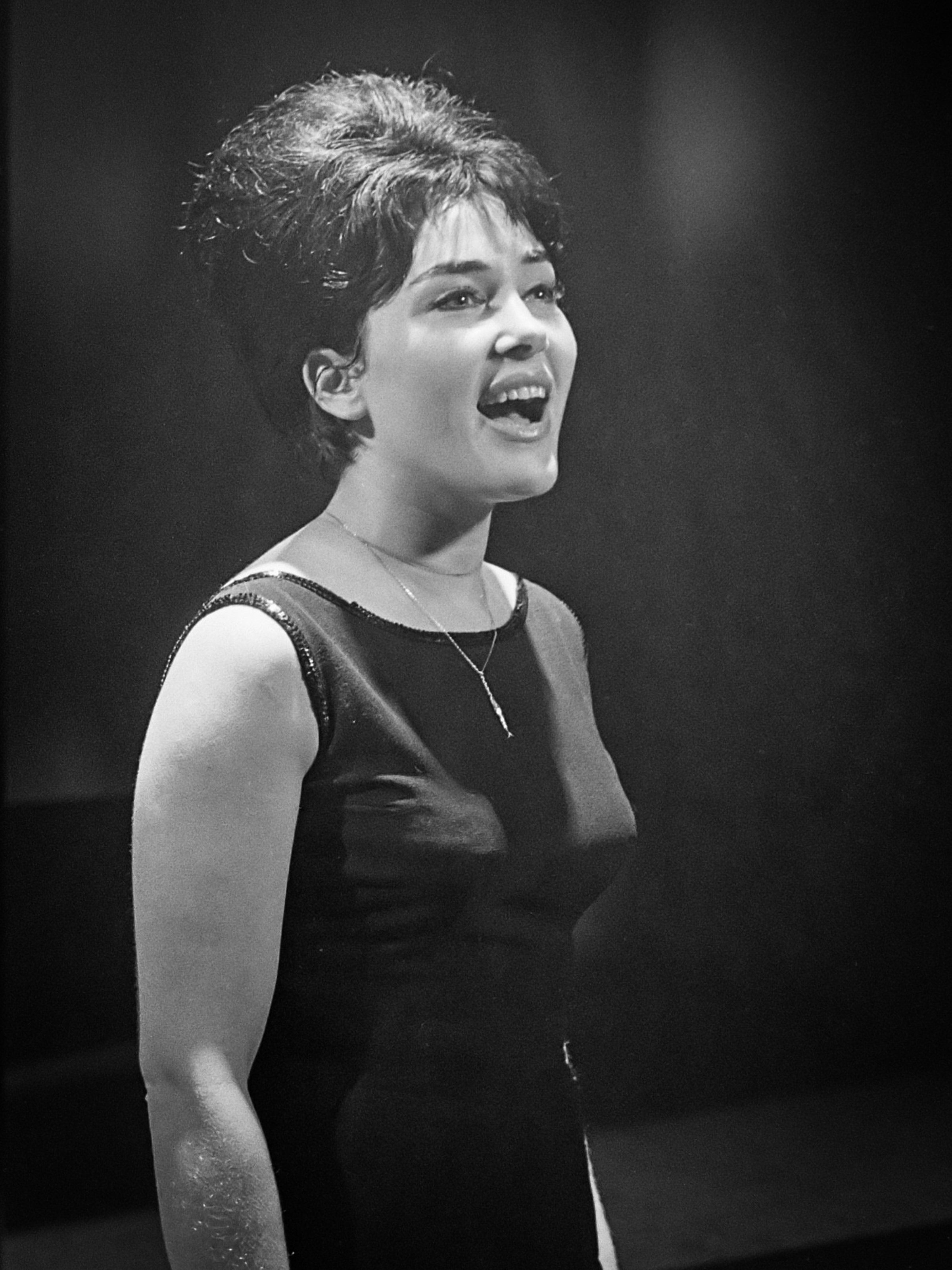
Zangeres en schrijfster Rika Zaraï (1938)

Dit is een lijst van personen uit Jeruzalem, de (betwiste) hoofdstad van de staat Israël en van de (deels niet-erkende) staat Palestina (deze claimt alleen Oost-Jeruzalem). Het gaat om personen die in deze stad zijn geboren.

Jeruzalem ligt geheel op Israëlisch gebied en wordt door de Israëlische staat ook als zodanig beschouwd, alhoewel dit internationaal wordt bestreden. Om deze redenen worden Arabische personen uit Jeruzalem als Palestijns of Palestijns-Israëlisch aangeduid, Joodse personen uit deze stad (waar het veelal om gaat) worden niet als zodanig weergegeven.

## A
- Shireen Abu Akleh (1971-2022), Palestijns-Amerikaans journaliste (Al Jazeera)
- Yitzhak Aharonovich (1950), politicus
- Armand Amar (1953), Frans componist
- Suha Arafat (1963), weduwe van Palestijns leider Yasser Arafat
- Asaf Avidan (1980), singer-songwriter
- Mili Avital (1972), actrice

## B
- Pini Balili (1979), voetballer
- Yossi Banai (1932-2006), acteur, cabaretier, regisseur, schrijver, zanger en presentator
- Nir Baram (1976), schrijver
- Nir Barkat (1959), ondernemer en politicus (burgemeester van Jeruzalem sinds 2008)
- Benny Begin (1943), geoloog en politicus
- Arieh Ben-Naim (1934), scheikundige
- Anat Berko (1960), politica, criminologe en terrorisme-expert

## D
- Dotan (Dotan Harpenau) (1986), Nederlands singer-songwriter
- Oday Dabbagh (1998), Palestijns voetballer

## E
- Yisrael Eichler (1955), journalist en politicus
- Eli Elezra (1960), pokerspeler
- Mordechai Eliyahu (1929-2010), Sefardisch opperrabbijn
- Maya Eshet (1990), actrice
- Gideon Ezra (1937-2012), politicus en veiligheidsbeambte

## F
- Flavius Josephus (37-ca. 100), geschiedschrijver

## G
- Avi Gabai (1967), topfunctionaris en politicus
- Tali Golergant (2000), Luxemburgs-Israëlisch zangeres
- David Grossman (1954), (kinderboeken)schrijver

## H
- Tzachi Hanegbi (1957), politicus
- Ariel Harush (1988), voetballer
- Amira Hass (1956), journalist en schrijfster
- Amin al-Hoesseini (ca. 1893-1974), Palestijns leider en moefti van Jeruzalem
- Abd al-Qader al-Hoesseini (1907-1948), Palestijns strijder

## I
- Dalia Itzik (1952), vakbondsbestuurder en politica

## K
- Mor Karbasi (1986), Israëlisch zangeres
- Yohanna Katanacho (1967), Palestijns theoloog

## L
- Mickey Levy (1951), politicus, politiefunctionaris en diplomaat
- Yasmin Levy (1975), zangeres

## M
- Moran Mazor (1991), zangeres

## N
- Yitzhak Navon (1921-2015), schrijver, diplomaat en politicus (o.a. president 1978-1983)

## O
- Eli Ohana (1964), voetballer en -trainer
- Yotam Ottolenghi (1968), Israëlisch-Brits kok en kookboekschrijver
- Amos Oz (1939-2018), schrijver, publicist, journalist en letterkundige

## P
- Gideon Patt (1933-2020), politicus
- Shahar Peer (1987), tennisspeelster
- Nehemiah Persoff (1919-2022), Israëlisch-Amerikaans acteur
- Natalie Portman (Natalie Hershlag) (1981), Israëlisch-Amerikaans actrice
- Meir Porush (1955), rabbijn en politicus (o.a. oud-wethouder van Jeruzalem)
- Menachem Porush (1916-2010), rabbijn en politicus (o.a. oud-wethouder van Jeruzalem, vader van Meir Porush)

## R
- Yitzhak Rabin (1922-1995), generaal (opperbevelhebber), politicus (o.a. premier 1974-1977, 1992-1995, vermoord) en Nobelprijswinnaar (1994)
- Reuven Rivlin (1939), politicus (o.a. parlementsvoorzitter, president van Israël sinds 2014)
- Dan Romann (1982), voetballer

## S
- Nazik Saba-Yared (1928), Palestijns schrijfster, essayist, taalkundige en literatuurcriticus
- Chana Safrai (1946-2008), judaïste en feministe
- Bernhard Schapiro (1882-1966), Lets-Zwitsers en Joodse arts, zionist en androloog
- Sirhan Sirhan (1944), Palestijns crimineel (moordenaar van Amerikaans politicus Robert F. Kennedy)

## T
- Eitan Tibi (1987), voetballer
- Willem van Tyrus (ca.1130-1185), aartsbisschop en schrijver

## V
- Nani Vazana (1982), zangeres en songwriter

## Y
- Yigael Yadin (1917-1984), generaal (opperbevelhebber) en archeoloog
- Abraham Yakin (1924-2020), beeldend kunstenaar
- Abraham Yehoshua (1936-2022), schrijver
- Eli Yishai (1962), politicus
- Ada Yonath (1939), scheikundige en Nobelprijswinnaar (2009)

## Z
- Rika Zaraï (1938-2020), zangeres en schrijfster